# シービスケット (映画)
『シービスケット』（Seabiscuit）は、2003年公開のアメリカ映画。

## 概要
大恐慌時代のアメリカに実在した競走馬シービスケットと、それを取り巻く3人の男たちの姿を描いたローラ・ヒレンブランド(en)の同名の小説を原作としている。最後のレースシーンは当時の映像を参考にレース運びから着順にいたるまで極めて忠実に再現された。ゲイリー・ロスが監督と製作、さらに脚本を兼任した。また、主演のトビー・マグワイアは製作総指揮も担当した。第76回アカデミー賞では、作品賞を初め7部門にノミネートされた。報知映画賞海外作品賞を受賞。日本アカデミー賞優秀外国作品賞も受賞（最優秀賞ノミネートにあたる）。

## スタッフ
- 監督/製作/脚本：ゲイリー・ロス
- 製作総指揮：トビー・マグワイア／ゲイリー・バーバー／ロジャー・バーンバウム／アリソン・トーマス／ロビン・ビッセル
- 製作：キャスリーン・ケネディ／フランク・マーシャル／ジェーン・シンデル
- 原作：ローラ・ヒレンブランド 『シービスケット あるアメリカ競走馬の伝説』(en)（ソニー・マガジンズより発刊）
- 撮影：ジョン・シュワルツマン
- 編集：ウィリアム・ゴールデンバーグ
- 音楽：ランディ・ニューマン
- VFX：ソニー・ピクチャーズ・イメージワークス
- ナレーション：デヴィッド・マックロー
- 競馬シーンアドバイザー：クリス・マッキャロン

## キャスト
| 役名                               | 俳優                     | 日本語吹替 |
| ---------------------------------- | ------------------------ | ---------- |
| レッド・ポラード                   | トビー・マグワイア       | 神奈延年   |
| チャールズ・スチュワート・ハワード | ジェフ・ブリッジス       | 磯部勉     |
| トム・スミス                       | クリス・クーパー         | 牛山茂     |
| マーセラ・ハワード                 | エリザベス・バンクス     | 佐々木優子 |
| ジョージ・"アイスマン"・ウルフ     | ゲイリー・スティーヴンス | 高木渉     |
| "ティックトック"マクグローリン     | ウィリアム・H・メイシー  | 岩崎ひろし |
| サム                               | カール・M・クレイグ      |            |
| アニー・ハワード                   | ヴァレリー・マハフェイ   |            |
| ミスター・ポラード                 | ミシェル・O・ネイル      |            |
| ミセス・ポラード                   | アニー・コーリー         |            |

## 評価
レビュー・アグリゲーターのRotten Tomatoesでは206件のレビューで支持率は78%、平均点は7.10/10となった。Metacriticでは43件のレビューを基に加重平均値が72/100となった。

## パッケージソフト

### DVD『シービスケット 栄光の真実』
本編映像のソフト化に先駆けて2004年7月14日、ポニーキャニオンより『シービスケット 栄光の真実』が発売された。原作小説の著者であるローラ・ヒレンブランドやシービスケットに騎乗した騎手のレッド・ポラードの実娘、ノーラ・クリスチャンセンへのインタビュー、さらに落馬シーンやシービスケットの引退レースの模様が収録されている。

### DVD『シービスケット プレミアム・エディション』
『栄光の真実』発売の約1ヵ月後に当たる同年8月18日に、同じくポニーキャニオンより『シービスケット プレミアム・エディション』が発売された。『シービスケット　―史実と原作と映画の狭間で』と題されたブックレットには、シービスケットに深く関わった人物たちの年譜や、舞台となった当時のアメリカを知る上で重要なキーワードと解説が記されている。また特典ディスクには、メイキング映像のほかドキュメンタリー、スタッフやキャストへのインタビューが収録されている。